# Lijst van panden van Vereniging Hendrick de Keyser
Dit is een alfabetische lijst van panden in het bezit (geweest) zijn van de Vereniging Hendrick de Keyser, die een artikel hebben op de Nederlandstalige Wikipedia. 

## A
| Pand | Pand                                      | Jaar van verwerving | Monumentstatus |
| ---- | ----------------------------------------- | ------------------- | -------------- |
|      | Aalsmeerder Veerhuis, Amsterdam           | 1965                | Rijksmonument  |
|      | Achter de Molens 26, 28 en 30, Maastricht | 1972                | Rijksmonument  |
|      | Achterhaven 105, Edam                     | 1920                | Rijksmonument  |
|      | Admiraalshuis, Gouda                      | 2015                | Rijksmonument  |
|      | 't Aepjen, Amsterdam                      | 1920                | Rijksmonument  |

## B
| Pand | Pand                                       | Jaar van verwerving | Monumentstatus  |
| ---- | ------------------------------------------ | ------------------- | --------------- |
|      | Barmhartige Samaritaan, Westerblokker      | 1990                | Rijksmonument   |
|      | Huis Barnaart, Haarlem                     | 2002                | Rijksmonument   |
|      | Beeckestijn, Velsen-Zuid                   | 2007                | Rijksmonument   |
|      | Beeckestijn, Kapelwoning                   | 2010                | Rijksmonument   |
|      | Bethlehemsvergadering, Kampen (Overijssel) | 1975                | Rijksmonument   |
|      | Beursgebouw, Vlissingen                    | 1929                | Rijksmonument   |
|      | Bibliotheca Thysiana, Leiden               | 1997                | Rijksmonument   |
|      | Bossuhuizen, Hoorn                         | 1987                | Rijksmonumenten |
|      | Boterhal, Hoorn                            | 2003                | Rijksmonument   |
|      | Breedstraat 32, Enkhuizen                  | 1919                | Rijksmonument   |
|      | Burcht van Berlage, Amsterdam              | 2007                | Rijksmonument   |

## C
| Pand | Pand                                          | Jaar van verwerving | Monumentstatus |
| ---- | --------------------------------------------- | ------------------- | -------------- |
|      | Campveerse Toren, Veere                       | 2005                | Rijksmonument  |
|      | Cellebroederskapel, Maastricht                | 2006                | Rijksmonument  |
|      | Claes Stapelhof, Hoorn                        | 1987                | Rijksmonument  |
|      | Gemaal De Cruquius, Cruquius (Haarlemmermeer) | 2009                | Rijksmonument  |

## D
| Pand | Pand                              | Jaar van verwerving | Monumentstatus |
| ---- | --------------------------------- | ------------------- | -------------- |
|      | De Frachtwage, Hoorn              | 1987                | Rijksmonument  |
|      | De Olyphant, Haarlem              | 1929                | Rijksmonument  |
|      | De Onbeschaamde, Dordrecht        | 1994                | Rijksmonument  |
|      | Dit is in Beverenburgh, Dordrecht | 2006                | Rijksmonument  |
|      | Doelen, Hoorn                     | 1987                | Rijksmonument  |

## E
| Pand | Pand                           | Jaar van verwerving | Monumentstatus |
| ---- | ------------------------------ | ------------------- | -------------- |
|      | Eise Eisingastraat 2, Franeker | 1985                | Rijksmonument  |
|      | Engelenburg, Dordrecht         | 1975                | Rijksmonument  |
|      | Eysingahuis, Leeuwarden        | 2014                | Rijksmonument  |

## F
| Pand | Pand                                            | Jaar van verwerving | Monumentstatus |
| ---- | ----------------------------------------------- | ------------------- | -------------- |
|      | Fundatie van de Vrijvrouwe van Renswoude, Delft | 1936                | Rijksmonument  |

## G
| Pand | Pand                                    | Jaar van verwerving | Monumentstatus        |
| ---- | --------------------------------------- | ------------------- | --------------------- |
|      | De Gecroonde Raep, Amsterdam            | 1946                | Rijksmonument         |
|      | Gemeenlandshuis van Delfland, Maassluis | 2010                | Rijksmonument         |
|      | Gemeenlandshuis van Diemen, Amsterdam   | 2008                | Rijksmonument         |
|      | Den Gouden Berg, Tegelen                | 2014                | Gemeentelijk monument |
|      | Grotekerksbuurt 56, Dordrecht           | 1959                | Rijksmonument         |

## H
| Pand | Pand                              | Jaar van verwerving | Monumentstatus        |
| ---- | --------------------------------- | ------------------- | --------------------- |
|      | Havenrak 1, Broek in Waterland    | 2007                | Rijksmonument         |
|      | Heilige Geesthofje, Naaldwijk     | 2006                | Rijksmonument         |
|      | Het Wapen van Riga, Amsterdam     | 1942                | Rijksmonument         |
|      | Het Zeepaert, Dordrecht           | 1996                | Rijksmonument         |
|      | Hodshon Huis, Haarlem             | 2008                | Rijksmonument         |
|      | Hoofdtoren, Hoorn                 | 2003                | Rijksmonument         |
|      | Hooge Huys, Alkmaar               | 2013                | Rijksmonument         |
|      | Huis Bartolotti, Amsterdam        | 1924                | Rijksmonument         |
|      | Huis Bonck, Hoorn                 | 1998                | Rijksmonument         |
|      | Huis 's-Hertogenbosch, Middelburg | 1999                | Rijksmonument         |
|      | Huize Schreurs, Venlo             | 1987                | Rijksmonument         |
|      | Huis Tuyt, Den Haag               | 2015                | Gemeentelijk monument |
|      | Huis Van Meerten, Delft           | 2016                | Rijksmonument         |
|      | Huis van Ravesteyn, Utrecht       | 1996                | Rijksmonument         |
|      | Huys te Warmont, Warmond          | 2018                | Rijksmonument         |
|      | 't Huys Optenoort, Doesburg       | 1958                | Rijksmonument         |

## K
| Pand | Pand                            | Jaar van verwerving       | Monumentstatus |
| ---- | ------------------------------- | ------------------------- | -------------- |
|      | Kanselarij                      | 2022                      | Rijksmonument  |
|      | Kapel van Gageldonk, Breda      | 1918                      | Rijksmonument  |
|      | 't Kerkje op de Heuvel, Heelsum | 1920 (in 1951 afgestoten) | Rijksmonument  |
|      | Kingmahuis, Makkum              | 2009                      | Rijksmonument  |
|      | Kollumer Veerhuis, Dokkum       | 1963                      | Rijksmonument  |
|      | Korenmarkt 8, Hoorn             | 1971                      | Rijksmonument  |
|      | Kranenbreukerhuis, Tegelen      | 2011                      | Rijksmonument  |
|      | Kuil 32, Hoorn                  | 1965                      | Rijksmonument  |

## L
| Pand | Pand                             | Jaar van verwerving | Monumentstatus |
| ---- | -------------------------------- | ------------------- | -------------- |
|      | Leeteinde 12, Broek in Waterland | 1964                | Rijksmonument  |

## M
| Pand | Pand                          | Jaar van verwerving | Monumentstatus |
| ---- | ----------------------------- | ------------------- | -------------- |
|      | Makelaers Comptoir, Amsterdam | 2002                | Rijksmonument  |
|      | Maria- of Kruittoren, Hoorn   | 1993                | Rijksmonument  |
|      | Messingklopper, IJlst         | 1919                | Rijksmonument  |
|      | Munnickenveld 2, Hoorn        | 1921                | Rijksmonument  |
|      | Muntstraat 6, Hoorn           | 2001                | Rijksmonument  |

## N
| Pand | Pand                                 | Jaar van verwerving | Monumentstatus |
| ---- | ------------------------------------ | ------------------- | -------------- |
|      | Nieuwendammerdijk 285, Amsterdam     | 1959                | Rijksmonument  |
|      | Noorderhaven 106, pakhuis, Harlingen | 1930                | Rijksmonument  |
|      | Nijenburg, Heiloo                    | 2004                | Rijksmonument  |

## O
| Pand | Pand                      | Jaar van verwerving | Monumentstatus |
| ---- | ------------------------- | ------------------- | -------------- |
|      | Ossenmarkt 5, Groningen   | 1930                | Rijksmonument  |
|      | Oude Molen, Valkenburg    | 2003                | Rijksmonument  |
|      | Oosterleek 39, Oosterleek | 2015                | Rijksmonument  |
|      | Oosterpoort, Hoorn        | 2003                | Rijksmonument  |

## P
| Pand | Pand                     | Jaar van verwerving | Monumentstatus |
| ---- | ------------------------ | ------------------- | -------------- |
|      | Proveniershuis, Schiedam | 2005                | Rijksmonument  |

## R
| Pand | Pand                                       | Jaar van verwerving | Monumentstatus |
| ---- | ------------------------------------------ | ------------------- | -------------- |
|      | Raadhuis van Monnickendam, Monnickendam    | 1996                | Rijksmonument  |
|      | Raadhuis van Schoorl, Schoorl              | 1931                | Rijksmonument  |
|      | Raadhuis van Usquert, Usquert              | 1990                | Rijksmonument  |
|      | Voormalig raadhuis, Oost-Vlieland          | 2001                | Rijksmonument  |
|      | Rams Woerthe, Steenwijk                    | 2016                | Rijksmonument  |
|      | Rietveldwoning aan de Erasmuslaan, Utrecht | 1999                | Rijksmonument  |
|      | Romerhuis, Venlo                           | 1927                | Rijksmonument  |

## S
| Pand | Pand                               | Jaar van verwerving | Monumentstatus |
| ---- | ---------------------------------- | ------------------- | -------------- |
|      | Sint Jacobsstraat 13, Leeuwarden   | 1928                | Rijksmonument  |
|      | Huis Sloëtjes, Hilversum           | 2021                | Monument       |
|      | Sparrendaal, Driebergen            | 2000                | Rijksmonument  |
|      | Spui 6, Edam                       | 1927                | Rijksmonument  |
|      | Speelgoedmuseum De Kijkdoos, Hoorn | 1987                | Rijksmonument  |

## T
| Pand | Pand                        | Jaar van verwerving | Monumentstatus |
| ---- | --------------------------- | ------------------- | -------------- |
|      | Teylers Hofje, Haarlem      | 2020                | Rijksmonument  |
|      | Tromp's Huys, Oost-Vlieland | 2001                | Rijksmonument  |

## V
| Pand | Pand                       | Jaar van verwerving | Monumentstatus |
| ---- | -------------------------- | ------------------- | -------------- |
|      | De vier gekroonden, Gouda  | 1973                | Rijksmonument  |
|      | Villa Hildebrand, Blaricum | 2000                | Rijksmonument  |
|      | Visbank, Vlaardingen       | 1998                | Rijksmonument  |
|      | Vooreiland 22, Medemblik   | 1988                | Rijksmonument  |
|      | Reddingsboothuis, Vlieland | 2001                | Rijksmonument  |

## W
| Pand | Pand                                  | Jaar van verwerving | Monumentstatus |
| ---- | ------------------------------------- | ------------------- | -------------- |
|      | Waag, Hoorn                           | 2003                | Rijksmonument  |
|      | Waag (voormalig gemeentehuis), Kuinre | 1977                | Rijksmonument  |
|      | Watertoren, Schoonhoven               | 2006                | Rijksmonument  |
|      | Westerstraat 76, Enkhuizen            | 1919                | Rijksmonument  |
|      | Wijnkopersgildehuis, Amsterdam        | 1947                | Rijksmonument  |
|      | Wisselstraat 8, Hoorn                 | 2003                | Rijksmonument  |

## Z
| Pand | Pand                      | Jaar van verwerving | Monumentstatus |
| ---- | ------------------------- | ------------------- | -------------- |
|      | Zomerhuis Dijkstra, Groet | 2012                | Rijksmonument  |